# Kin-iro Mosaic
Kin-iro Mosaic (яп. きんいろモザイク Кинъиро Модзайку, букв. «Золотая мозаика»), также известная под аббревиатурой Kinmoza (きんモザ Киммодза) — японская четырёхпанельная манга, написанная и иллюстрированная Юй Хара. Манга начала публиковаться в Manga Time Kirara Max издательства Houbunsha в июне 2010 года и была лицензирована Yen Press на английском языке. Телевизионная аниме-адаптация от Studio Gokumi вышла в эфир в Японии с июля по сентябрь 2013 года, а второй сезон — с апреля по июнь 2015 года. OVA к сериалу была выпущена в ноябре 2016 года.

## Сюжет
Синобу Омия — японская старшеклассница, пять лет назад проживавшая в Великобритании в семье с девочкой по имени Алиса Картелет, с которой успела сдружиться. Однажды Синобу получает письмо от Алисы, в котором говорится, что та едет в Японию, чтобы пожить с ней. Впоследствии, Алиса появляется и присоединяется к Синобу и её друзьям Ае Комити и Ёко Инокума в её школе. Вскоре за Алисой следует и её подруга из Англии Карен Кудзё.

## Персонажи

### Главные персонажи

Основные персонажи Kin-iro Mosaic (слева направо): Карен, Ёко, Алиса, Синобу, Ая

Синобу Омия (大宮 忍 О:мия Синобу)
Сэйю: Асука Ниси
Грациозная, оптимистичная старшеклассница, которую друзья прозвали Сино и которая раньше жила в доме Алисы в Англии. Она мечтает стать переводчицей, но, как правило, имеет достаточно плохие оценки по английскому языку, в сравнении с другими предметами, хотя и показывает талант в качестве швеи. Она любит западную культуру и особенно одержима светлыми волосами. Будучи слегка ветреной девушкой, она часто неправильно интерпретирует ухаживания Алисы в её сторону. Но в серьёзные моменты она показывает, что любит Алису больше, чем каких-либо других светловолосых девушек.
Алиса Картелет (アリス・カータレット Арису Ка:тарэтто)
Сэйю: Манами Танака
Девушка из Англии, которая переходит в школу Синобу и живёт в её доме. Очень умная, любит японскую культуру и свободно говорит на языке, но иногда может вести себя по-детски, и комплексовать о своём низком, в сравнении с другими, росте. Алиса любит Синобу до одержимости и склонна ревновать, если та проявляет интерес к другим, или если другие проявляют интерес к ней.
Ая Комити (小路 綾 Комити Ая)
Сэйю: Риса Танэда
Одноклассница Синобу и подруга со средней школы. На протяжении всего сериала она всё больше влюбляется в Ёко, однако Ае трудно быть честной со своими чувствами и она часто огрызается на неё, только чтобы чувствовать себя плохо из-за этого позднее. Она часто неправильно интерпретирует ситуации между собой и Ёко, отвечая возмущённо и краснея. Будучи ученицей, Ая очень умна и даже сдала вступительный экзамен в престижную среднюю школу. Однако она отказывается от этой возможности, так как не хочет разлучаться со своими подругами. Она также очень застенчива и не любит физические упражнения, предпочитая занятия в помещении. Ая получила от Карен кличку Аяя (アヤヤ), ставшую интернет-мемом среди зрителей аниме.
Ёко Инокума (猪熊 陽子 Инокума Ё:ко)
Сэйю: Юми Утияма
Одноклассница и друг детства Синобу с начальной школы, которая часто служит в роли персонажа-цуккоми. Весёлая, мальчиковатая и очень энергичная, она, кажется, не замечает чувства Аи к ней, однако она всё больше осознаёт, что та заботится о ней. Как и Синобу, она часто изо всех сил пытается получить хорошие оценки в школе, и она также очень неуклюжа — однажды, например, случайно сломала плюшевого мишку своей сестры. У неё также есть брат и сестра, о которых она глубоко заботится, но и часто беспокоится об их склонности лгать.
Карен Кудзё (九条 カレン Кудзё: Карэн)
Сэйю: Нао Тояма
Девушка наполовину британского, наполовину японского происхождения из богатой семьи, которая была подругой Алисы в Англии. Она также приезжает в Японию и поступает в школу Синобу. Карен очень энергичная, весёлая и беззаботная, порою она даже не беспокоится о своих оценках или о том, что она может растолстеть. Карен часто носит парку с британским флагом поверх своей школьной формы и обычно говорит на ломаном японском. Будучи невероятно дружелюбной, она стремится подружиться со всеми своими одноклассниками и даже со своим классным руководителем на втором курсе Акари Кудзехаси, хотя и с разной степенью успеха.

### Второстепенные персонажи
Исами Омия (大宮 勇 О:мия Исами)
Сэйю: Юкари Тамура
Старшая сестра Синобу, являющаяся моделью. Она часто беспокоится о своей сестре из-за того, что та очень небрежна и рассеянна, но ей очень хорошо удаётся ладить с ней.
Сакура Карасума (烏丸 さくら Карасума Сакура)
Сэйю: Сатоми Сато
Учительница английского языка Синобу, которую часто можно заметить в спортивном костюме. Она добрая, кроткая и рассеянная. Алиса первоначально рассматривает её как соперника по отношению к Сино, но со временем привязывается к ней. У Сакуры есть два старших брата. Она проводит большую часть своего времени с Кудзехаси, и постоянно просит у неё совета.
Акари Кудзэхаси (久世橋 朱里 Кудзэхаси Акари)
Сэйю: Саори Ониси
Учитель домоводства, которая появляется по прошествии одного года, и является классным руководителем класса 2-A. Будучи учителем, очень добросовестно относится к тому примеру, что она подаёт своим ученикам. Однако она также хочет и поладить со своими учениками, но чаще всего это заканчивается их запугиванием. Акари и Карен имеют необычные отношения — изначально они не ладили между собой, но постепенно, в течение времени, их отношения становились теплее. Несмотря на это, Акари часто приходится ругать Карен за то, что та забыла свою домашнюю работу или заснула в классе, однако она прилагает всё больше усилий, чтобы не быть с ней слишком строгой.
Хонока Мацубара (松原 穂乃花 Мацубара Хонока)
Сэйю: Аяка Сува
Одноклассница и лучшая подруга Карен, являющаяся членом теннисного клуба, и которую часто можно увидеть приносящей для Карен домашние закуски. Подобно Синобу, она также увлекается светлыми волосами и видит Алису и Карен в качестве королевских особ. Её семья владеет рестораном. Из-за её фетиша в сторону светлых волос у Хоноки развита большая влюблённость в Карен, и в одном случае она невероятно нервничает, чтобы попросить у Карен адрес её электронной почты.
Кота Инокума (猪熊 空太 Инокума Ко:та) и Митсуки Инокума (яп. 猪熊 美月 Инокума Митсуки)
Сэйю: Мэгуми Хан (Кота) и Риэ Муракава (Митсуки)
Младшие брат и сестра Ёко, оба близнецы. Они являются печально известными лжецами, часто выдумывая странные истории, и говорят, по обыкновению, монотонно. Они также помогают Ае быть более честной с Ёко.

## Медиа

### Манга
Оригинальная манга Юй Хары начала выпускаться в июне 2010 года в журнале Manga Time Kirara Max, издаваемом Houbunsha. По состоянию на 20 марта 2020 года было выпущено десять танкобонов и комикс-антология. Серия лицензирована Yen Press на английском языке и Elex Media Komputindo на индонезийском языке.
| №  | Оригинальное издание | Оригинальное издание   | Издание на английском | Издание на английском  |
| №  | Дата публикации      | ISBN                   | Дата публикации       | ISBN                   |
| -- | -------------------- | ---------------------- | --------------------- | ---------------------- |
| 1  | 26 марта 2011        | ISBN 978-4-83-224011-7 | 20 декабря 2016       | ISBN 978-0-31-650146-0 |
| 2  | 26 апреля 2012       | ISBN 978-4-83-224143-5 | 21 марта 2017         | ISBN 978-0-31-643353-2 |
| 3  | 27 июня 2013         | ISBN 978-4-83-224314-9 | 20 июня 2017          | ISBN 978-0-31-643354-9 |
| 4  | 27 сентября 2013     | ISBN 978-4-83-224350-7 | 19 сентября 2017      | ISBN 978-0-31-643356-3 |
| 5  | 27 ноября 2014       | ISBN 978-4-83-224497-9 | 19 декабря 2017       | ISBN 978-0-31-643357-0 |
| 6  | 27 июня 2015         | ISBN 978-4-83-224578-5 | 24 апреля 2018        | ISBN 978-0-31-643358-7 |
| 7  | 27 сентября 2016     | ISBN 978-4-83-224744-4 | 18 сентября 2018      | ISBN 978-1-97-530177-4 |
| 8  | 27 июля 2017         | ISBN 978-4-83-224855-7 | 22 января 2019        | ISBN 978-1-97-530236-8 |
| 9  | 26 июля 2018         | ISBN 978-4-83-224963-9 | 21 мая 2019           | ISBN 978-1-97-535673-6 |
| 10 | 25 июля 2019         | ISBN 978-4-83-227107-4 | 24 марта 2020         | ISBN 978-1-97-539946-7 |
| 11 | 27 апреля 2020       | ISBN 978-4-83-227186-9 | 31 августа 2021       | ISBN 978-1-97-533572-4 |

### Аниме

#### Kin-iro Mosaic
| Зрительский рейтинг   | Зрительский рейтинг   | Зрительский рейтинг   |
| (на 20 марта 2020 г.) | (на 20 марта 2020 г.) | (на 20 марта 2020 г.) |
| --------------------- | --------------------- | --------------------- |
| Сайт                  | Оценка                | Голосов               |
| AniDB                 | · ссылка              | 1389                  |
| Anime News Network    | · ссылка              | 430                   |
| IMDB                  | · ссылка              | 149                   |

Аниме-адаптация из 12 эпизодов была создана Studio Gokumi под руководством Tensho и дизайном персонажей от Кадзуюки Уэда. Сериал транслировался в Японии на AT-X в период с 6 июля по 21 сентября 2013 года и одновременно с этим на Crunchyroll. Сериал лицензирован в Северной Америке Sentai Filmworks под названием Kinmoza!.
Открывающая и закрывающая темы — «Jumping!!» и «Your Voice» соответственно, в исполнении Rhodanthe* (Асука Ниси, Манами Танака, Риса Танэда, Юми Утияма и Нао Тояма).
| № серии | Название | Трансляция в Японии   |
| ------- | --- | --------------------- |
| 1       | ...in Wonderland «Fushigi no Kuni no» (ふしぎの国の)                                                           | 6 июля 2013 года      |
| 2       | Even If I'm Small «Chitchakutatte» (ちっちゃくたって)                                                          | 13 июля 2013 года     |
| 3       | What Kind of Friends Will I Make «Donna Tomodachi Dekiru kana» (どんなトモダチできるかな)                      | 20 июля 2013 года     |
| 4       | Aya, Nervous in the Rain «Ame Dokidoki Aya» (あめどきどきあや)                                                 | 27 июля 2013 года     |
| 5       | Together with Onee-chan «Onee-chan to Issho» (おねえちゃんといっしょ)                                          | 3 августа 2013 года   |
| 6       | Golden Alice, Golden Karen «Kin no Arisu, Kin no Karen» (金のアリス、金のカレン)                               | 10 августа 2013 года  |
| 7       | Hungry Karen «Harapeko Karen» (はらぺこカレン)                                                                 | 17 августа 2013 года  |
| 8       | What Day is Today? «Kyou wa Nanno Hi?» (きょうはなんの日?)                                                     | 24 августа 2013 года  |
| 9       | Who Isn't Sleeping? «Nenai Ko Dare da» (ねないこだれだ)                                                        | 31 августа 2013 года  |
| 10      | The Wonderful Five «Suteki na Gonin-gumi» (すてきな五にんぐみ)                                                 | 7 сентября 2013 года  |
| 11      | Try Guessing How Much I Like You «Donna ni Kimi ga Suki daka Atete Goran» (どんなにきみがすきだかあててごらん) | 14 сентября 2013 года |
| 12      | Golden Moment «Kin'iro no Toki» (きんいろのとき)                                                               | 21 сентября 2013 года |

#### Hello!! Kin-iro Mosaic и OVA
| Зрительский рейтинг   | Зрительский рейтинг   | Зрительский рейтинг   |
| (на 20 марта 2020 г.) | (на 20 марта 2020 г.) | (на 20 марта 2020 г.) |
| --------------------- | --------------------- | --------------------- |
| Сайт                  | Оценка                | Голосов               |
| AniDB                 | · ссылка              | 765                   |
| Anime News Network    | · ссылка              | 186                   |

Второй сезон под названием Hello!! Kin-iro Mosaic выходил в эфир с 5 апреля 2015 года по 21 июня 2015 года, и снова показывался Crunchyroll. Как и первый сезон, второй был лицензирован Sentai Filmworks под названием Hello!! Kinmoza!. 3 марта 2017 года был выпущен OVA-эпизод Kin-iro Mosaic: Pretty Days. Manga Entertainment лицензировала оба сезона для выпуска в Великобритании.
Открывающие и закрывающая темы второго сезона — «Yumeiro Parade» (яп. 夢色パレード Юмэйро Парадэ) (эпизоды 2-9, 11-12) и «Kirameki-iro Summer Rainbow» (きらめきいろサマーレインボー Кирамэки-иро Сама:рэинбо:) (эпизод 10) и «My Best Friends» соответственно, OVA — «Happy⋆Pretty⋆Clover» и «Starring!!» соответственно, в исполнении Rhodanthe*.
| № серии | Название                                                                                           | Трансляция в Японии |
| ------- | -------------------------------------------------------------------------------------------------- | ------------------- |
| 1       | Spring is Here «Haru ga Kita» (はるがきたっ)                                                       | 5 апреля 2015 года  |
| 2       | Present For You «Purezento Fō Yū» (プレゼント・フォー・ユー)                                       | 12 апреля 2015 года |
| 3       | You're So Bright «Anata ga Tottemo Mabushikute» (あなたがとってもまぶしくて)                       | 17 апреля 2015 года |
| 4       | Rain or Shine «Ame nimo Makezu» (雨にもまけず)                                                     | 24 апреля 2015 года |
| 5       | Come Play with Your Big Sister «Onee-chan to Asobō» (おねえちゃんとあそぼう)                       | 3 мая 2015 года     |
| 6       | The Girl on My Mind «Kininaru Ano Ko» (きになるあの子)                                             | 10 мая 2015 года    |
| 7       | My Dear Hero «Mai Dia Hīrō» (マイ・ディア・ヒーロー)                                               | 17 мая 2015 года    |
| 8       | Almost Summer Vacation «Mō Sugu Natsuyasumi» (もうすぐ夏休み)                                      | 24 мая 2015 года    |
| 9       | A Special Day «Totteoki no Ichinichi» (とっておきの一日)                                           | 31 мая 2015 года    |
| 10      | Seaside Promise «Umibe no Yakusoku» (海べのやくそく)                                               | 7 июня 2015 года    |
| 11      | A Long Night «Hon'no Sukoshi no Nagai Yoru» (ほんのすこしの長い夜)                                 | 14 июня 2015 года   |
| 12      | Because I Love You More Than Anything «Naniyori Tobikiri Suki Dakara» (なによりとびきり好きだから) | 21 июня 2015 года   |

### Появления в других медиа
Персонажи и песни из Kin-iro Mosaic появляются вместе с другими аниме-персонажами в ритм-игре Miracle Girls Festival, разработанной Sega для PlayStation Vita. Персонажи сериала также появляются в мобильной игре Kirara Fantasia.